# Catolicato do Ocidente
O Catolicato do Ocidente foi uma denominação cristã fundada em 1944 e que deixou de existir em 1994 para se tornar a Igreja Ortodoxa Britânica.
A denominação também era conhecida como Igreja Católica Apostólica, Catolicato do Ocidente (Igreja Católica Apostólica), Rito Católico Ortodoxo Unido, Igreja Católica Celta, Patriarcado de Glastonbury, Igreja Católica Ortodoxa Ocidental e Igreja Ortodoxa das Ilhas Britânicas.

## História

### Antecedentes

#### Nota de Efrém I
Em 1 de Dezembro de 1938, Inácio Efrém I do Patriarcado Ortodoxo Siríaco de Antioquia e de Todo o Oriente, emitiu uma nota na qual se afirmava, entre outras coisas:
- "[A] todos a quem possa interessar que há nos Estados Unidos da América e em alguns países da Europa, particularmente na Inglaterra, uma série de corpos cismáticos que surgiram após a expulsão direta das comunidades cristãs oficiais e criaram para si um credo comum e um sistema de jurisdição de sua invenção".
- "Para enganar os cristãos do Ocidente, que são um dos principais objetivos dos corpos cismáticos, eles tiram vantagem de sua grande distância do Oriente e, de tempos em tempos, fazem declarações públicas alegando, sem verdade, derivar sua origem e sucessão apostólica de alguma Igreja Apostólica do Oriente, cujos ritos e cerimônias atraentes eles adotam e com os quais afirmam ter relacionamento".
- "[N]ós negamos todo e qualquer relacionamento com esses corpos cismáticos [...]. Além disso, nossa Igreja proíbe todo e qualquer relacionamento e, acima de tudo, toda intercomunhão com todas e quaisquer dessas seitas cismáticas e adverte o público que suas declarações e pretensões são, acima de tudo, completamente sem verdade".

A declaração alarmou o chefe da Antiga Igreja Britânica, o patriarca Herbert James Monzani Heard (Mar Jacó II).

#### Concílio de Londres
Em 17 de outubro de 1943, um concílio mais tarde conhecido como o Concílio de Londres ocorreu, pois Mar Jacó II decidiu responder ao aviso de Efrém. O concílio foi composto por prelados maiores e menores da Antiga Igreja Britânica, da Igreja Católica Ortodoxa Britânica, da Igreja Episcopal Apostólica, da Velha Igreja Ortodoxa Católica, da Ordem da Santa Sabedoria e da Ordem de Antioquia. O conselho ocorreu em 271 Green Lanes, Palmers Green, n. 13.; parte do edifício foi alugada como um escritório do patriarca da Antiga Igreja Britânica.
O resumo da decisão deste concílio, impresso num folheto, declarava, entre outras coisas, o seguinte: 
- "O Concílio, abraçando firmemente as definições dos Sete Concílios Ecumênicos e das Santas Tradições Apostólicas, repudiou as heresias do Monofisismo e do Jansenismo e todas as outras heresias"
- "[E]m vista que Inácio Efrém I renunciou a qualquer conexão com as extensões acima mencionadas de seu patriarcado, legalmente feitas por seu predecessor, o dito Inácio Efrém não foi mais reconhecido como ocupante do cargo, e em consequência do Sínodo Patriarcal e de muitos dos bispos na Síria e Malabar terem aderido ao acima mencionado, o direito de eleger para a sé vaga foi declarado agora investido no Concílio"

O concílio também declara que "para evitar confusão com os seguidores dos adeptos do patriarca supracitado", o "legítimo Patriarcado de Antioquia não deveria mais ser chamado de 'Igreja Ortodoxa Síria' ou 'Igreja Jacobita', mas deveria ser conhecido doravante como 'Antiga Igreja Católica Ortodoxa' e por nenhum outro nome". Além disso, "a jurisdição original do Patriarcado deveria permanecer como antes, mas suas extensões no Ocidente foram especificamente reconhecidas e confirmadas em seus direitos".
Além disso, "o nome tradicional 'Inácio' na designação oficial do patriarca deveria ser abandonado, e o nome 'Basílio' substituído por ele; [...] o título patriarcal completo deveria ser o seguinte no futuro: 'Sua Santidade Mohoran Mar Basílio N., Soberano Príncipe Patriarca da cidade protegida por Deus de Antioquia e de todo o Domínio do Trono Apostólico, tanto no Oriente como no Ocidente' ". 
O concílio elegeu como patriarca de Antioquia William Bernard Crow, fundador da Ordem esotérica da Santa Sabedoria e anteriormente ordenado bispo em 1943 por Mar Jacó II sob o nome de Mar Bernard; após esta eleição, Crow assumiu o nome religioso de patriarca Basílio Abedalá III. O concílio declarou que "todos os bispos dependentes da Sé de Antioquia eram obrigados a fazer sua submissão canônica" a Abedalá III "dentro de seis meses a partir da data do Concílio, a menos que legalmente impedidos".

Todas as Igrejas presentes no concílio alegaram ser uma extensão do Patriarcado Ortodoxo Siríaco de Antioquia; esta alegação baseou-se na alegação de Jules Ferrette. De acordo com Anson: 
Se a verdade deve ser dita, essas chamadas "extensões" do Patriarcado Antioqueno eram uma quimera, com base na tradição transmitida desde os anos 1860 de que o apóstata dominicano francês, Julius Ferrette, tendo sido consagrado bispo de Iona por Mar Pedro, bispo de Emesa (Homs), havia sido nomeado pelo patriarca jacobita como seu legado na Europa, com o propósito específico de erigir um patriarcado britânico autocéfalo. Para o observador objetivo, o chamado Concílio de Londres e seus Atos são o material do qual os sonhos são reminiscentes, um conto das Mil e Uma Noites. Pois nenhum dos prelados que participaram de sua breve sessão poderia reivindicar jurisdição sobre mais do que talvez uma dúzia de seguidores, e algumas das Igrejas tinham apenas uma existência no papel. Eles, por outro lado, se levavam muito a sério.

### Criação do Catolicato
Por uma declaração datada de 23 de março de 1944, a Antiga Igreja Britânica, a Igreja Católica Ortodoxa Britânica e a Velha Igreja Ortodoxa Católica se fundiram em um novo corpo; o nome oficial deste novo corpo era: Igreja Católica Ortodoxa Ocidental. Este corpo foi logo após sua criação renomeado para Católico do Ocidente pelo Patriarca Abedalá III. Nenhuma Igreja do Oriente deu seu reconhecimento ao Católico do Ocidente, nem fez qualquer submissão a Abedalá III.
O primeiro Católico do Ocidente, chefe do Catolicato do Ocidente, foi Hugh George de Willmott Newman, também chamado Mar Jorge. Ele foi consagrado com esse status por Abedalá III em 10 de abril de 1944 sob o nome e título: Mar Jorge, Arcebispo e Metropolita da Santa Metrópole de Glastonbury, a Jerusalém Ocidental e Católico do Ocidente. Posteriormente, Mar Jacó II deixou seu cargo de quinto patriarca da Antiga Igreja Britânica, passando seu posto de patriarca para Willmott Newman; assim, Willmott Newman foi católico do Ocidente e o sexto patriarca da Antiga Igreja Britânica. Mar Jacó II morreu em 1947.
Em 14 de julho de 1945, o patriarca Abedalá III e Newman concordaram mutuamente que o Catolicato do Ocidente e seu chefe seriam completamente independentes, que o catolicato não estaria sob a jurisdição de Abedalá III e estaria apenas sob a jurisdição do católico do Ocidente. Assim, "[foi] decretado que o Catolicato era uma Igreja ou Rito autocéfalo e autônomo, sob seu próprio Católico e sujeito a nenhuma outra jurisdição".

### Subdivisão
O Catolicato do Ocidente foi dividido em 8 dioceses em março de 1947:
1. Arquidiocese Patriarcal de Glastonbury (condados de Somerset, Wilts, Dorset, Hants, Surrey, Londres, Middlesex), chefiada por Newman (Patriarca Mar Jorge) com seus assistentes (Mar João, bispo titular de St Marylebone, e Mar Benigno, bispo titular de Mere);
2. Diocese de Selsey (Sussex), chefiada por Mar Jacó II;
3. Diocese da Silúria (Principado de Gales e condado de Monmouth), chefiada por Mar Hedley;
4. Diocese de Mércia (Berks e Oxon), chefiada por Mar Teodoro;
5. Diocese de Repton (condados de Derby, Stafford, Cheshire, Lancashire), chefiada por Mar Davi;
6. Diocese de Minster (Kent e Essex), chefiada por Mar Francisco;
7. Diocese de Deira (Condado de Iorque), chefiada por Mar Adriano;
8. Diocese de Verulâmio (Hertfordshire), chefiada por Mar João;

"Todo o resto das Ilhas Britânicas permaneceu sob a jurisdição pessoal de Mar Jorge, aguardando a ereção de mais dioceses".
Por uma bula datada de 27 de julho de 1947, Newman "ergueu um pequeno grupo de ex-católicos latinos na Bélgica" em um rito "sob sua própria jurisdição. Este novo corpo recebeu o nome de L'Église Catholique du Rite Dominicain ".
O catolicato também foi dividido, em 12 de novembro de 1947 ou em 1948, em 12 eparquias (mais tarde chamadas de "apostólicas") representando as 12 tribos do Israel espiritual. Essas eparquias foram "constituídas em uma base geral das origens, raças e línguas da Europa e da Ásia Menor nos dias da Igreja Indivisa. Os territórios desde então descobertos foram considerados 'subúrbios' das nações principalmente responsáveis por seu desenvolvimento". Essas eparquias deveriam ser lideradas por um primaz apostólico; apenas três das 12 eparquias tinham um primaz apostólico. As 12 eparquias eram as eparquias:
1. De todos os Bretões (Ilhas Britânicas e possessões britânicas ultramarinas fora da América), liderados pelo Patriarcado de Glastonbury;
2. De todos os Ibéricos (Espanha, Portugal, possessões ultramarinas portuguesas, Andorra e Américas), chefiado pelo Patriarcado de Málaga;
3. De todos os Frísios (Holanda e Indonésia), liderados pelo Patriarcado de Amersfoort;
4. De todos os Helvéticos (Suíça e Principado de Lichtenchtein);
5. De todos os Latinos (Itália, possessões ultramarinas italianas, Cidade do Vaticano, San Marino);
6. De todos os Francos (França, possessões ultramarinas francesas, Bélgica e suas possessões ultramarinas e o Principado de Mônaco);
7. De todos os Teutões (Alemanha e a Cidade Livre de Danzig);
8. De todos os Panônios (Áustria e Tchecoslováquia);
9. De todos os Eslavos (Rússia, Polônia e Estados Bálticos);
10. De todos os Turanianos (Hungria, Finlândia e Turquia);
11. De todos os Escandinavos (Dinamarca, Noruega, Suécia, Islândia e Groenlândia);
12. De todos os Levantinos (Grécia, Albânia, Estados Balcânicos, Ásia Menor e Egito).

Cinco tribunais eclesiásticos do catolicato foram criados perto de Kew Gardens: o Tribunal Diocesano, o Tribunal Provincial, o Tribunal Exarcal, o Tribunal Patriarcal e o Supremo Tribunal Eclesiástico.

### Rito e confissão de Glastonbury
Em 1948, o rito de Glastonbury foi criado para o Catolicato do Ocidente. O rito de Glastonbury foi compilado por Newman em 8 volumes de livros litúrgicos. O rito foi baseado principalmente no livro Irvingita The Liturgy and other Divine Offices of the Church com extratos interpolados de outras liturgias. O objetivo de Newman ao fazer este rito era fazer o rito mais rico e fastuoso do mundo. O rito de Glastonbury (também chamado de "Liturgia de São José de Arimateia") é um rito neo-galicano que foi uma tentativa de fazer um rito ortodoxo ocidental.
Em 1 de junho de 1952, Newman publicou um livro intitulado The Glastonbury confession, uma profissão de fé que era vinculativa para todo o clero do catolicato. Anson afirma que havia "poucos bispos e clérigos" restantes no catolicato na época.

### Perda de Igrejas
Entre 1951 e 1953, inclusive, as seguintes Igrejas sob a jurisdição do catolicato deixaram-no: a Igreja Católica Ortodoxa na Inglaterra (expulsa do catolicato em agosto de 1951), a Antiga Igreja Católica e a Igreja Ortodoxa Indiana.

### Dissolução e continuação
Em 1953, Newman realizou um sínodo em Glastonbury; o sínodo decidiu dissolver o Catolicato do Ocidente. A dissolução foi feita para que a lei indiana aceitasse a dissolução da Igreja Ortodoxa Indiana que esteve sob o católico de 1950 até 1951-1953. Para substituir o Catolicato do Ocidente, foi criada uma organização chamada Catolicato Ortodoxo Unido, ainda liderada por Newman. Na época em que o sínodo da dissolução foi realizado, o catolicato "havia encolhido para três províncias: (1) Grã-Bretanha, (2) Bélgica, Holanda e Luxemburgo, (3) Alemanha e uma Missão Francesa". O Rito Católico Ortodoxo Unido assumiu o título de Catolicato do Ocidente de 1959 em diante. Essas "manobras intrigantes" foram feitas para pôr fim ao sistema de "autocephalous tropoi" do catolicato, algo que "só poderia ser feito legalmente dissolvendo a corporação e começando de novo".
Em 1959, o Catolicato do Ocidente tinha apenas seis bispos restantes, e as doze eparquias do catolicato, observa Anson, eram "pouco mais do que memórias meio esquecidas". Em 1960, o bispo Boltwood deixou o Catolicato do Ocidente.
Em 1964, o católico não se candidatou para fazer parte do Conselho Mundial de Igrejas, nem foi convidado a aderir.
Em determinado momento, sob Newman, o Catolicato do Ocidente passou a ser conhecido como Igreja Ortodoxa das Ilhas Britânicas.

### Fim do catolicato
Em 1979, "Hugh George de Willmott Newman (1905-1979), [...] patriarca de Glastonbury [...], comumente conhecido como Mar Jorge" morreu. Ele foi sucedido como patriarca de Glastonbury por William Henry Hugo Newman-Norton (Mar Serafim) de 1979 a 1994.
Em 1994, a Igreja Ortodoxa das Ilhas Britânicas (anteriormente chamada de Catolicato do Ocidente), liderada por William Henry Hugo Newman-Norton, juntou-se à Igreja Ortodoxa Copta; Newman-Norton foi consagrado como bispo da Igreja Ortodoxa Copta. Assim, em 1994, o Patriarcado de Glastonbury da sucessão de Willmot Newman deixou de existir. Alguns membros do clero da Igreja Ortodoxa das Ilhas Britânicas recusaram-se a juntar-se à Igreja Copta e, portanto, deixaram a Igreja Ortodoxa das Ilhas Britânicas. A Igreja Ortodoxa das Ilhas Britânicas tornou-se assim a Igreja Ortodoxa Britânica ao juntar-se à Igreja Copta.

## Doutrina
O Catolicato do Ocidente considerava-se uma das Igrejas, juntamente com todas as Igrejas com uma sucessão apostólica válida, para compor a Igreja una, santa, católica e apostólica.
Em 17 de janeiro de 1947, o Santo Sínodo Governante do Catolicato emitiu um decreto que declarava rejeitar o Filioque e removê-lo do Credo Niceno do Catolicato.

Em 1955, o Catolicato adotou seu Capítulo e Constituição Orgânica. O artigo VI do Capítulo declara:
Este Rito [o Catolicato do Ocidente] não é autogênico, mas é [...] o herdeiro espiritual direto da Antiga Igreja Celta, estabelecida em Glastonbury em 37, imediatamente após a Paixão de Cristo por José de Arimateia, e depois estendida para os Celtas e outras terras da Cristandade Ocidental, e restaurada em 1866 sob a autoridade do Patriarcado Sírio-Ortodoxo de Antioquia; e no Oriente representa o remanescente dos Cristãos Siro-Caldeus de São Tomás, derivado da pregação do abençoado Apóstolo São Tomás no primeiro século, e reorganizado em 1862 sob a autoridade da Sé Patriarcal Siro-Caldeia de Selêucia-Ctesifonte. Este Rito é também o Repositório da missão conferida ao falecido Arcebispo Arnold Harris Matthew em 1908 pela Sé Arquiepiscopal Católica Antiga de Utreque. Em virtude da sua tríplice continuidade e missão acima mencionadas, este Rito não é uma seita ou um cisma, mas um Rito legítimo e canônico dentro da Igreja Universal.
Em 1961, uma publicação oficial do Catolicato, Maranata, declarou que o Catolicato "não tem nenhuma conexão com o Catolicismo Romano Antigo, o Anglicanismo ou com qualquer culto psíquico, em qualquer forma, mas é em todos os aspectos Católico, Apostólico e Ortodoxo, tendo Ordens, Missão e Jurisdição válidas como um Rito Autocéfalo dentro da ÚNICA IGREJA CATÓLICA E APOSTÓLICA".